# الترابط (تصنيف حيوي)
الترابط في التصنيف الحيوي (بالإنجليزية: affinity)، بالحديث بشكل رئيسي عن علوم الحياة أو التاريخ الطبيعي، يرجع إلى التشابه المشير إلى السلف المشترك أو صلة الوراثة العرقية أو الفئة. إلا أن هذه المفردة لديها استعمال أشمل، كما في الجيولوجيا (في الأعمال النظرية والتوضيحية، على سبيل المثال)، وكما أيضاً في علم الفلك (شاهد "ماهية القنطور" في سياق ترابط كايرون 2060 الوثيق بنويات المذنبات).